# Bleijenburg (Utrecht)
Bleijenburg was een gerecht binnen de stadsvrijheid van Utrecht. Het gebied bestond uit een voormalig eiland, gelegen tussen twee takken van een oude loop van de Vecht. De Biltstraat doorsneed het gerecht ongeveer ter hoogte van de huidige spoorwegovergang. In de richting De Bilt verliet men via de Gildpoort het gebied. Bleijenburg was een leen van de domproosdij. Om het doortrekken van de Maliebaan naar de Biltstraat mogelijk te maken kocht het stadsbestuur in 1767 het gerecht van de heren van Bleijenburg. Bij de vorming van de gemeente Abstede op 1 januari 1818 werd Bleijenburg bij deze gemeente gevoegd. Per 1 augustus 1823 werd de gemeente Abstede en dus ook Bleijenburg bij Utrecht gevoegd